# Tapferkeits- und Verdienstauszeichnung für Angehörige der Ostvölker
| II. Klasse mit Schwertern – Silber – |
| ------------------------------------ |
| Bandschnalle Avers (Replica)         |

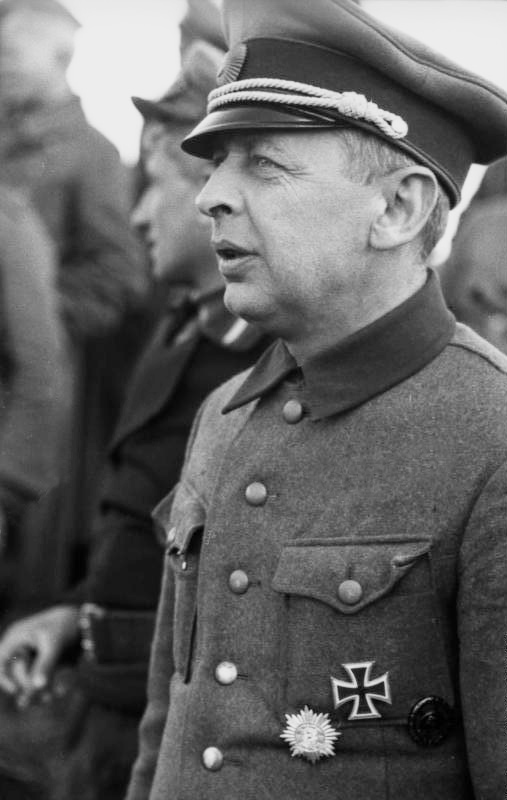
Bronislaw W. Kaminski, an dessen Waffenrock die I. Klasse der Auszeichnung unter dem EK1 erkennbar ist

Die Tapferkeits- und Verdienstauszeichnung für Angehörige der Ostvölker war eine deutsche Militärauszeichnung während des Zweiten Weltkriegs. Der Orden wurde an slawische Hilfswillige verliehen, die im Sinne der nationalsozialistischen Rassenideologie als unwürdig galten, die gleichen Auszeichnungen wie die deutschen Soldaten der Wehrmacht zu erhalten. Deutsche Soldaten konnten den Orden als „Erinnerungsabzeichen“ erhalten, sofern sie als Kader- und Führungspersonal von „Ostvolk-Einheiten“ dienten.

## Entstehungsgeschichte
Nach dem deutschen Überfall auf die Sowjetunion 1941 hatten sich zahlreiche Sowjetbürger sowie in Kriegsgefangenschaft geratene Soldaten der Roten Armee freiwillig zum „Kampf gegen den Bolschewismus“ gemeldet. Mit zunehmender Länge des Krieges griffen Wehrmacht, Ordnungspolizei, Waffen-SS oder Organisation Todt verstärkt auf dieses beachtliche Reservoir zu. Viele dieser gemäß der NS-Rassenideologie als „slawische Untermenschen“ eingestuften Freiwilligen wurden als „Hiwis“ beschäftigt. Gleichzeitig wurden geschlossene bewaffnete Einheiten, meist in Bataillonsstärke, aufgestellt.
Damit entstand die Notwendigkeit, die im deutschen Hilfsdienst stehenden Angehörigen der „Ostvölker“ im Falle vorbildlicher Pflichterfüllung öffentlich auszuzeichnen. In seltenen Fällen wurden diese Soldaten mit dem Eisernen Kreuz (EK) und dem Kriegsverdienstkreuz ausgezeichnet. Im Februar 1942 stellte das Oberkommando des Heeres klar, dass nur das Infanterie-Sturmabzeichen und das Verwundetenabzeichen an diese Soldaten verliehen werden durfte. Stattdessen stiftete Adolf Hitler durch Verordnung vom 14. Juli 1942 die Tapferkeits- und Verdienstauszeichnung für Angehörige der Ostvölker. Ab Mai 1943 konnte der Orden auch an Angehörige der Schutzmannschafts-Bataillone, des SD und Dienststellen der Sicherheitspolizei verliehen werden. Von Hitler nur widerwillig gestattet wurde die Verleihung des Ordens an deutsche Soldaten ab dem 29. Oktober 1942, aber nur als „Erinnerungsabzeichen“. Vorher kam es zu Protesten von Deutschen Soldaten aus Einheiten mit Angehörigen der Ostvölker. Der zur Verleihung berechtigte Kreis sollte auf deutsches Führungs- und Kaderpersonal von „Ostvolk-Einheiten“ beschränkt bleiben. Voraussetzung für den Erhalt der Tapferkeitsauszeichnung war der Besitz des Eisernen Kreuzes, und zwar des EK II. für die II. Klasse in Silber der „Ostvolk“-Auszeichnung sowie des EK I. für die I. Klasse in Silber. Betreffend der Verleihung der Verdienstauszeichnung galt seit Februar 1944 eine ähnliche Bestimmung für die deutschen Inhaber des Kriegsverdienstkreuzes. Deutschen Inhabern des Kriegsverdienstkreuz I. Klasse konnte der Orden 1. Klasse in Silber ohne Schwerter und Inhabern des Kriegsverdienstkreuz II. Klasse konnte der Orden II. Klasse in Silber ohne Schwerter verliehen werden. Ab dem 28. Mai 1943 durften Angehörige der Ostvölker offiziell auch mit dem Eisernen Kreuz und Kriegsverdienstkreuz ausgezeichnet werden, sofern sie bereits mit der vergleichbaren Klasse des Tapferkeits- und Verdienstauszeichnung für Angehörige der Ostvölker ausgezeichnet waren.
Die Besonderheit bei diesem Militärorden war, dass die drei Stufen der II. Klasse, als einziger der Militärorden des Dritten Reichs, bis zu dreimal verliehen werden konnten. Es war die einzige Tapferkeits- und Verdienstauszeichnung ohne Hakenkreuz.
Der Orden sollte eigentlich bei der Tapferkeitsauszeichnung von Divisionskommandeur oder Höheren SS und Polizeiführer und bei der Verdienstauszeichnung vom Reichsminister für die besetzten Ostgebiete verliehen werden. Die Zuständigkeit vom Reichsminister für die besetzten Ostgebiete für Verdienstauszeichnung entfiel später. In der Praxis wurden die Orden vom Bataillons- oder Regimentskommandeur verliehen und vom Divisionskommandeur oder Höheren SS und Polizeiführer nachträglich genehmigt und eine Urkunde ausgestellt. Zur Verleihung des Ordens gab es teilweise auch eine Flasche Schnaps und eine Uhr.
Schätzungen gehen von rund 100.000 Verleihung der Tapferkeits- und Verdienstauszeichnung für Angehörige der Ostvölker aus. Der Orden der II. Klasse in Bronze und Silber wurde häufig verliehen. Während die Orden der I. Klasse sehr selten verliehen wurde.
Die Tapferkeits- und Verdienstauszeichnung für Angehörige der Ostvölker durfte nach 1957 getragen werden, da sie kein nationalsozialistischen Emblemen enthielt. Nach § 6 Abs. 1 Nr. 2 des Gesetzes über Titel, Orden und Ehrenzeichen von 1957 dürfen Orden mit nationalsozialistischen Emblemen in Deutschland nicht getragen oder hergestellt, angeboten, feilgehalten, verkauft oder sonst in Verkehr gebracht werden.

## Ordensstufen und -klassen
- Der Orden ist in zwei Klassen unterteilt, wobei die I. Klasse als Steckkreuz in zwei Stufen (Gold, Silber), die II. Klasse am Band in drei Stufen (Gold, Silber, Bronze) unterteilt ist.
- Der Orden wurde mit Schwertern und ohne verliehen. Die Auszeichnung mit Schwertern war für Tapferkeit bzw. Kampfeinsatz und die ohne Schwerter für Verdienste.

| Tapferkeits- und Verdienstauszeichnung für Angehörige der Ostvölker | Tapferkeits- und Verdienstauszeichnung für Angehörige der Ostvölker | Tapferkeits- und Verdienstauszeichnung für Angehörige der Ostvölker | Tapferkeits- und Verdienstauszeichnung für Angehörige der Ostvölker | Tapferkeits- und Verdienstauszeichnung für Angehörige der Ostvölker | Tapferkeits- und Verdienstauszeichnung für Angehörige der Ostvölker | Tapferkeits- und Verdienstauszeichnung für Angehörige der Ostvölker | Tapferkeits- und Verdienstauszeichnung für Angehörige der Ostvölker |
|                                                                     |                                                                     | I. Klasse                                                           | I. Klasse                                                           | II. Klasse                                                          | II. Klasse                                                          | II. Klasse                                                          |                                                                     |
| … in Gold                                                           | … In Silber                                                         | … in Gold                                                           | … in Silber                                                         | … in Bronze                                                         |                                                                     |                                                                     |                                                                     |
| ------------------------------------------------------------------- | ------------------------------------------------------------------- | ------------------------------------------------------------------- | ------------------------------------------------------------------- | ------------------------------------------------------------------- | ------------------------------------------------------------------- | ------------------------------------------------------------------- | ------------------------------------------------------------------- |
|                                                                     |                                                                     |                                                                     |                                                                     |                                                                     |                                                                     |                                                                     |                                                                     |
| Feldschnalle                                                        | mit Schwertern                                                      |                                                                     |                                                                     |                                                                     |                                                                     |                                                                     |                                                                     |
| Feldschnalle                                                        | ohne Schwerter                                                      |                                                                     |                                                                     |                                                                     |                                                                     |                                                                     |                                                                     |

## Aussehen der Auszeichnung
Die Auszeichnung hat die Gestalt eines achtspitzigen Strahlenkreuzes. Die Mitte schmückt ein sechsschenkliges, gegen den Uhrzeigersinn laufendes Sonnenrad in Form einer Rosette. Die Tapferkeitsauszeichnung gelangte mit zwei in den Strahlenkranz eingefügten Schwertern zur Ausgabe, die Verdienstauszeichnung ohne. Die dazugehörige Urkunde titelte, je nach Verleihungsanlass, entweder Tapferkeitsauszeichnung für Angehörige der Ostvölker oder Verdienstauszeichnung für Angehörige der Ostvölker; es folgte die Angabe über die verliehene Klasse und Stufe.
Das Ordensband der II. Klasse in Bronze ist grasgrün. Die Version der II. Klasse in Silber hat zudem zwei weiße Randstreifen [siehe Abbildung], während die Version der II. Klasse in Gold zudem mit zwei roten Randstreifen versehen ist. Das Band der Tapferkeitsauszeichnung hat an der Feldschnalle zusätzlich zwei aufgelegte gekreuzte Schwerter; der Verleihungsstufe folgend in Gold, Silber oder Bronze.
Der Entwurf des Ordens stammt von Elmar Lang von der Firma Gebrüder Godet & Co. in Berlin. Die Idee stammte von Heinrich Doehle, Unterstaatssekretär und Leiter der Ordenskanzlei des Führers und Reichskanzlers in der Präsidialkanzlei. Der Entwurf wurde nach Wünschen von Adolf Hitler in die endgültige Form gebracht.

## Frauen
Marij Studenikowa erhielt als erste Frau im Januar 1944 den Orden II. Klasse mit Schwertern für ihren Einsatz an vorderster Front als Krankenschwester der 1. Kosaken-Division.